# La bèstia (pel·lícula)
La bèstia (títol original en francès, La Bête) és una pel·lícula de drama romàntic de ciència-ficció del 2023 dirigida i escrita per Bertrand Bonello a partir d'una història que va escriure conjuntament amb Guillaume Bréaud i Benjamin Charbit. Es tracta d'una coproducció entre França i el Quebec, i es basa lliurement en la novel·la de 1903 de Henry James The Beast in the Jungle. És protagonitzada per Léa Seydoux i George MacKay, amb Guslagie Malanda, Dasha Nekrasova, Martin Scali, Elina Löwensohn, Marta Hoskins, Julia Faure, Kester Lovelace, Félicien Pinot i Laurent Lacotte en papers secundaris. S'ha subtitulat al català.
Es va projectar per primer cop el 3 de setembre de 2023 al 80è Festival Internacional de Cinema de Venècia com a part de la competició oficial. La pel·lícula es va estrenar als cinemes de França el 7 de febrer de 2024 i al Canadà, el 19 d'abril.